# 阿隆德雷勒-拉马尔迈松
阿隆德雷勒-拉马尔迈松（法語：Allondrelle-la-Malmaison，法語發音：[alɔ̃dʁɛl la malmɛzɔ̃]）是法国默尔特-摩泽尔省的一个市镇，位于该省西北部，属于布里埃区。

## 地理
阿隆德雷勒-拉马尔迈松（49°30'37"N, 5°33'48"E）面积13.61 平方千米，位于法国大東部大區默尔特-摩泽尔省，该省份为法国东北部内陆省份，是洛林的一部分，北邻比利时、卢森堡，北起顺时针与摩泽尔省、下莱茵省、孚日省和默兹省接壤。
与阿隆德雷勒-拉马尔迈松接壤的市镇（或旧市镇、城区）包括：维尔通、沙朗西-沃赞、希耶尔河畔埃皮耶、隆吉永。

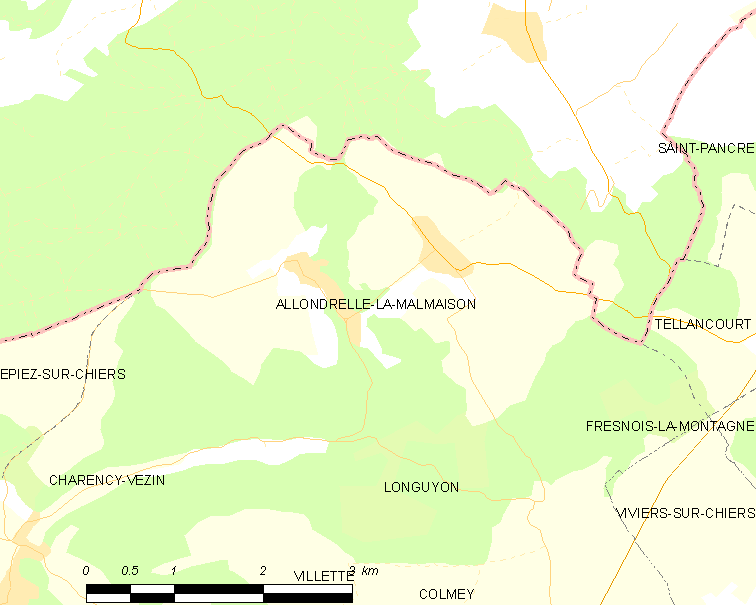
阿隆德雷勒-拉马尔迈松的OSM定位图

阿隆德雷勒-拉马尔迈松的时区为UTC+01:00、UTC+02:00（夏令时）。

## 行政
阿隆德雷勒-拉马尔迈松的邮政编码为54260，INSEE市镇编码为54011。

## 政治
阿隆德雷勒-拉马尔迈松所属的省级选区为蒙圣马丹县。

## 人口

1962-2008年间阿隆德雷勒-拉马尔迈松人口变化图示

阿隆德雷勒-拉马尔迈松于2022年1月1日时的人口数量为634人。